# Баккорея Мотли
Баккоре́я Мо́тли, или Рамбай (лат. Baccaurea motleyana) или Рамби — плодовое дерево семейства Молочайные.

## Описание
Рамбай — вечнозелёное медленнорастущее двудомное дерево высотой 9-12 м с широкой плотной кроной и очерёдными тёмно-зелёными глянцевыми листьями, с короткими черешками, 15-33 см длиной и 7,5-15 см шириной. Листовые пластинки от яйцевидной до ланцетовидной формы, с тупым кончиком и цельным краем. Цветки зеленовато-жёлтые, без лепестков, с 4-5 чашелистиками, собраны в кистевидные соцветия. Плоды овальные, 2,5-4,5 см длиной, собранные в гроздья, с тонкой коричнево-жёлтой или оранжево-розовой бархатистой кожицей, сморщивающейся при созревании. Внутри плода содержится просвечивающийся сегментированная сладко-кислая белая мякоть, с 3-5 длинными коричневыми плоскими семенами.

## Распространение
Родина растения — Малайский полуостров. Оно встречается как в диком виде, так и в культуре на Калимантане, на Яве и некоторых других островах Индонезии.

## Использование
Плоды рамбая съедобны в свежем и тушённом виде, их консервируют, делают из них сок и алкогольные напитки.
Также рамбай выращивают для создания густой тени.